# كولن غرينوود
كولن غرينوود (بالإنجليزية: Colin Greenwood)‏ هو لاعب دوري الرغبي جنوب أفريقي، ولد في 25 يناير 1936 في كيب تاون في جنوب أفريقيا، وتوفي في 3 أكتوبر 1998 في جورج في جنوب أفريقيا.